# Přílezy
Přílezy (německy Pröles) jsou malá vesnice, část obce Útvina v okrese Karlovy Vary v Karlovarském kraji. Nachází se asi 2,5 kilometru severozápadně od Útviny. Vede jimi silnice III/1794. Přílezy jsou také název katastrálního území o rozloze 3,39 km².

## Historie
První písemná zmínka o vesnici pochází z roku 1354.

## Obyvatelstvo
Při sčítání lidu v roce 1921 ve vsi žilo 259 obyvatel (z toho 123 mužů), z nichž bylo dvanáct Čechoslováků a 247 Němců. Všichni se hlásili k římskokatolické církvi. Podle sčítání lidu z roku 1930 měla vesnice 243 obyvatel: 238 Němců a pět cizinců. Kromě tří příslušníků nezjišťovaných církví a dvou lidí bez vyznání byli římskými katolíky.
| Rok            | 1869 | 1880 | 1890 | 1900 | 1910 | 1921 | 1930 | 1950 | 1961 | 1970 | 1980 | 1991 | 2001 | 2011 | 2021 |
| -------------- | ---- | ---- | ---- | ---- | ---- | ---- | ---- | ---- | ---- | ---- | ---- | ---- | ---- | ---- | ---- |
| Počet obyvatel | 217  | 229  | 247  | 217  | 245  | 259  | 243  | 134  | 92   | 72   | 63   | 57   | 66   | 63   | 68   |
| Počet domů     | 35   | 41   | 42   | 42   | 43   | 44   | 46   | 35   | 22   | 20   | 17   | 23   | 23   | 23   | 22   |

## Obecní správa
Při sčítání lidu v letech 1869–1950 Přílezy byly samostatnou obcí, se kterým patřily nejprve do okresu Karlovy Vary, ale v letech 1900–1930 v okrese Teplá a v roce 1950 v okrese Toužim. V letech 1961–1980 byly častí města Krásné Údolí v okrese Karlovy Vary. Od 1. ledna 1981 jsou částí obce Útvina v okrese Karlovy Vary. Poté se Krásné Údolí opět osamostatnilo, ale Přílezy již zůstaly součástí Útviny.

## Pamětihodnosti
- Kostel svatého Bartoloměje[10]
- Krucifix[11]
- Boží muka[11]

### Galerie

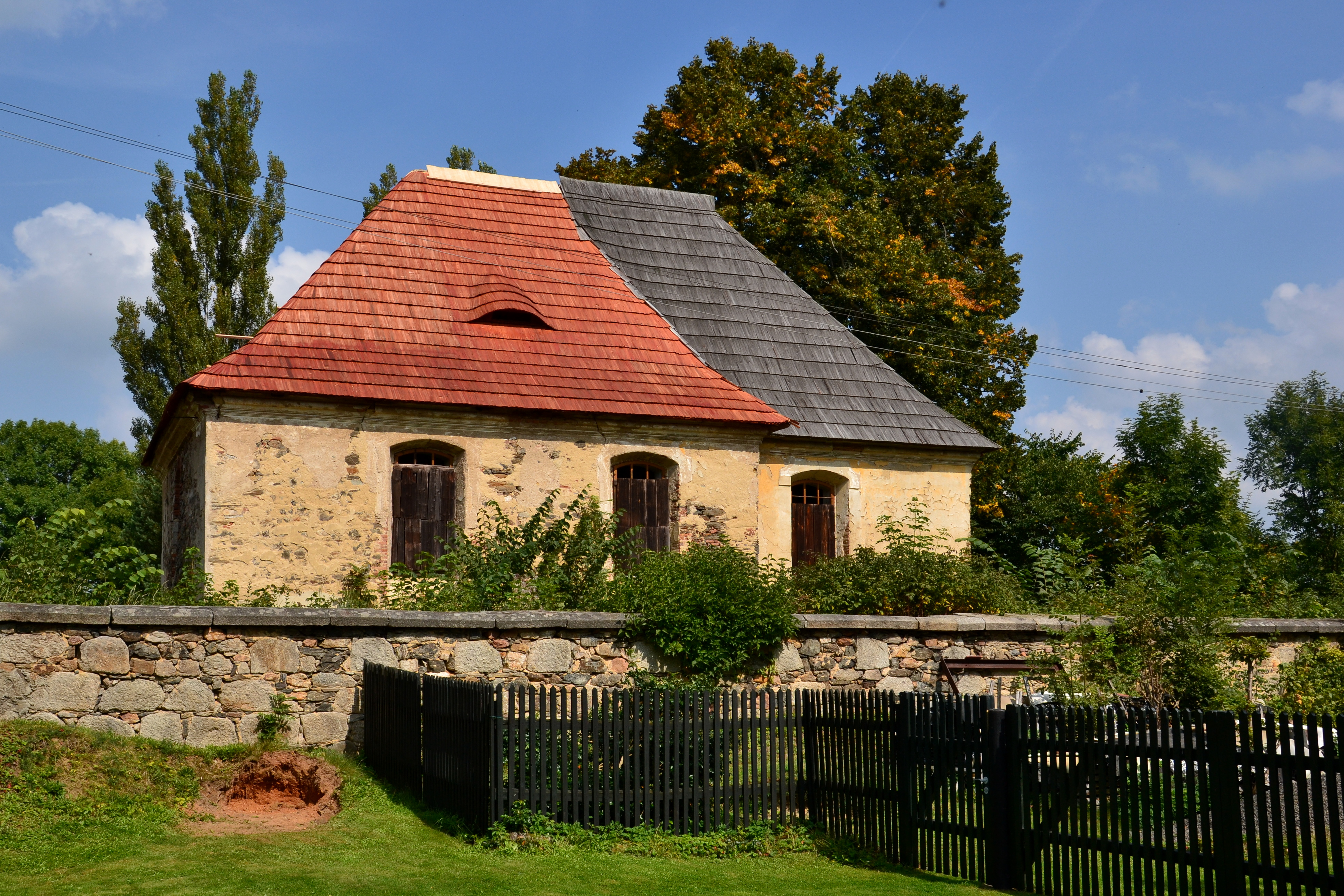
Kostel svatého Bartoloměje od jihu
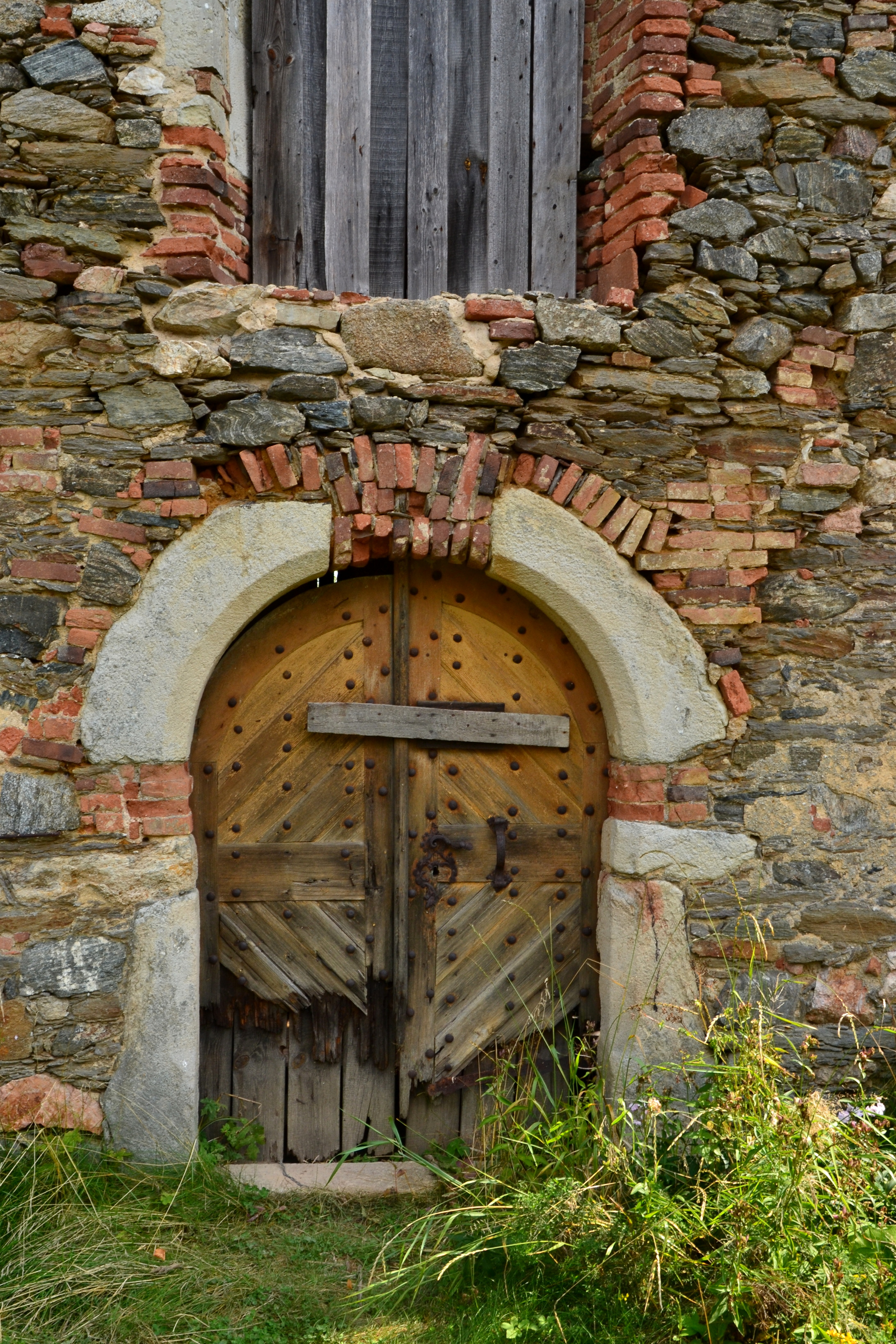
Vstupní portál kostela svatého Bartoloměje
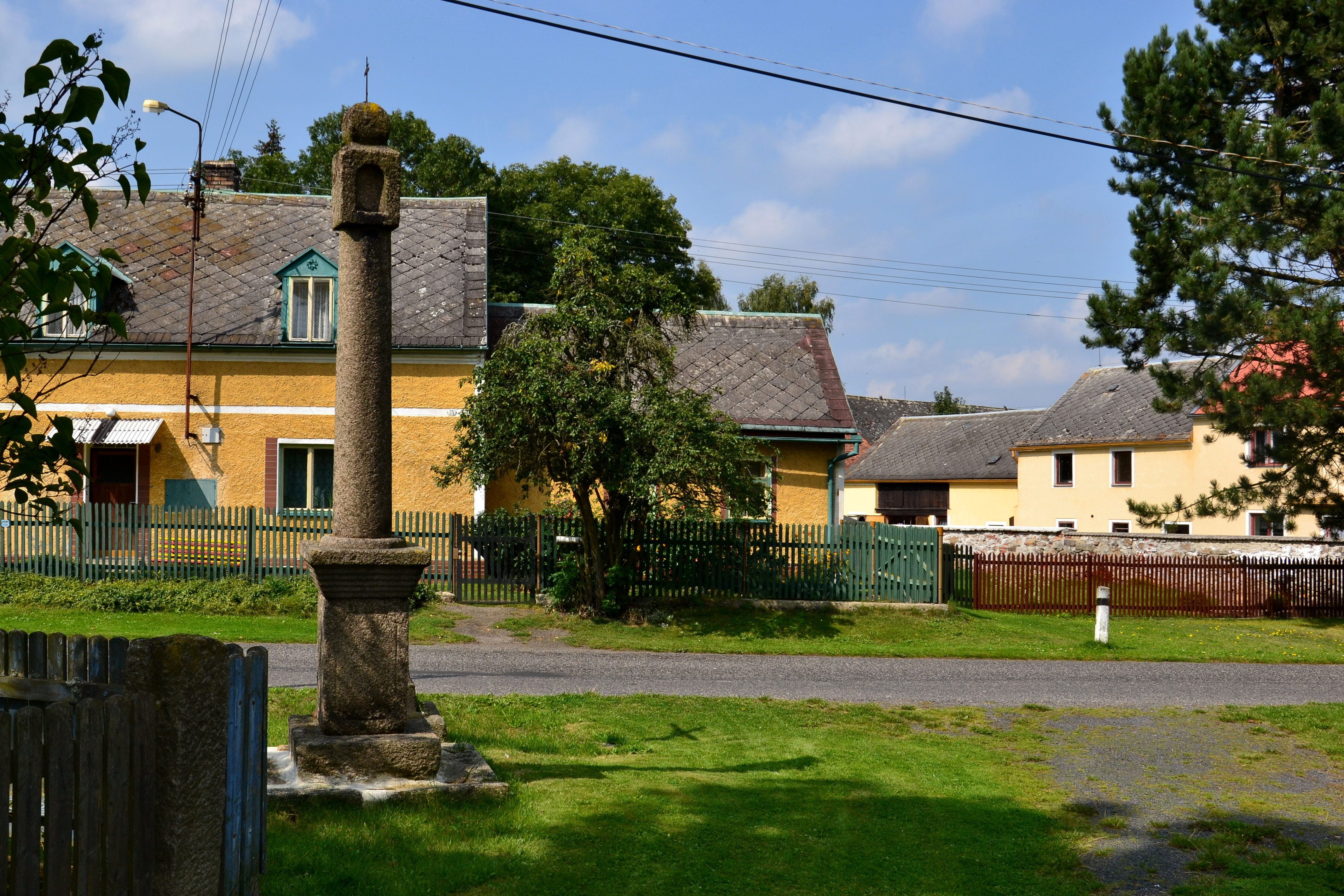
Boží muka
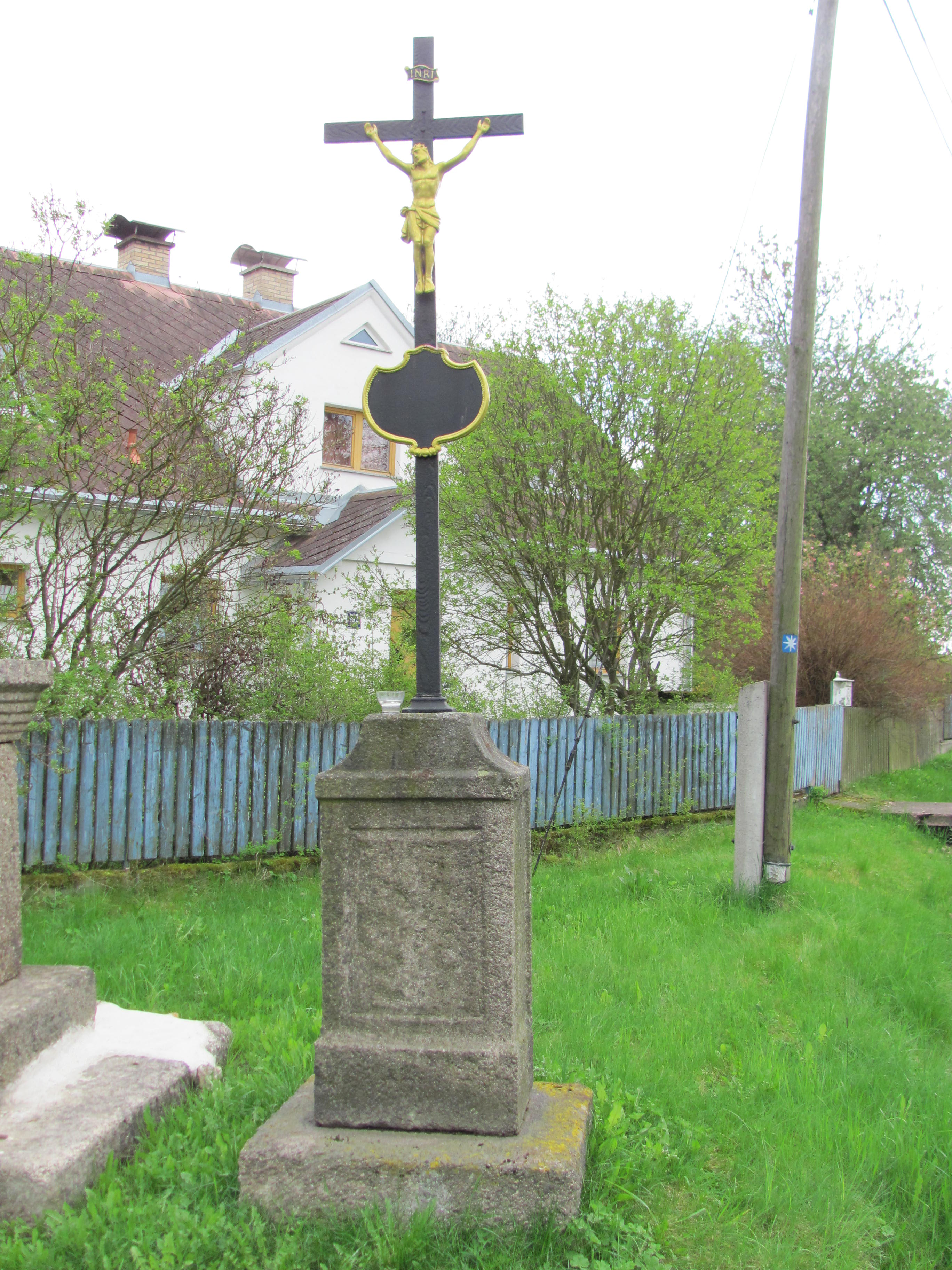
Krucifix